# Patrick Gempp
Patrick Gempp (* 13. Juni 1996 in Binningen, Schweiz) ist ein deutscher Handballspieler.

## Karriere
Patrick Gempp spielte zunächst für den ESV Weil am Rhein, bevor er 2016 zum Drittligisten TV Großwallstadt ging. 2017 wechselte er in die 2. Bundesliga zur DJK Rimpar. Nach drei Saisons unterschrieb er einen Zweijahresvertrag beim Erstligisten HSG Wetzlar. Zu Beginn der Saison 2021/22 zog er sich einen Kreuzbandriss im linken Knie zu und fiel die restliche Saison aus. Nach dieser Saison wechselte er zum Zweitligisten Dessau-Roßlauer HV. Im November 2023 zog er sich erneut einen Kreuzbandriss zu, diesmal im rechten Knie. Im Sommer 2024 kehrte er zum TV Großwallstadt zurück, welcher mittlerweile in der 2. Bundesliga spielte.
Mit der deutschen Junioren-Nationalmannschaft belegte er den 2. Platz bei der U20-Europameisterschaft 2016 und den 4. Platz bei der U21-Weltmeisterschaft 2017.